# Ulica Morawa w Katowicach
Ulica Morawa w Katowicach – ulica w Katowicach, położona w całości na obszarze dzielnicy Szopienice-Burowiec. Łączy ulicę Obrońców Westerplatte z ulicami: Objazdową, Adama Kocura, Brynicy, Józefy Kantorówny, Osiedlową i Przelotową. Kończy ona swój bieg za skrzyżowaniem z ulicą Sosnowiecką.

## Historia

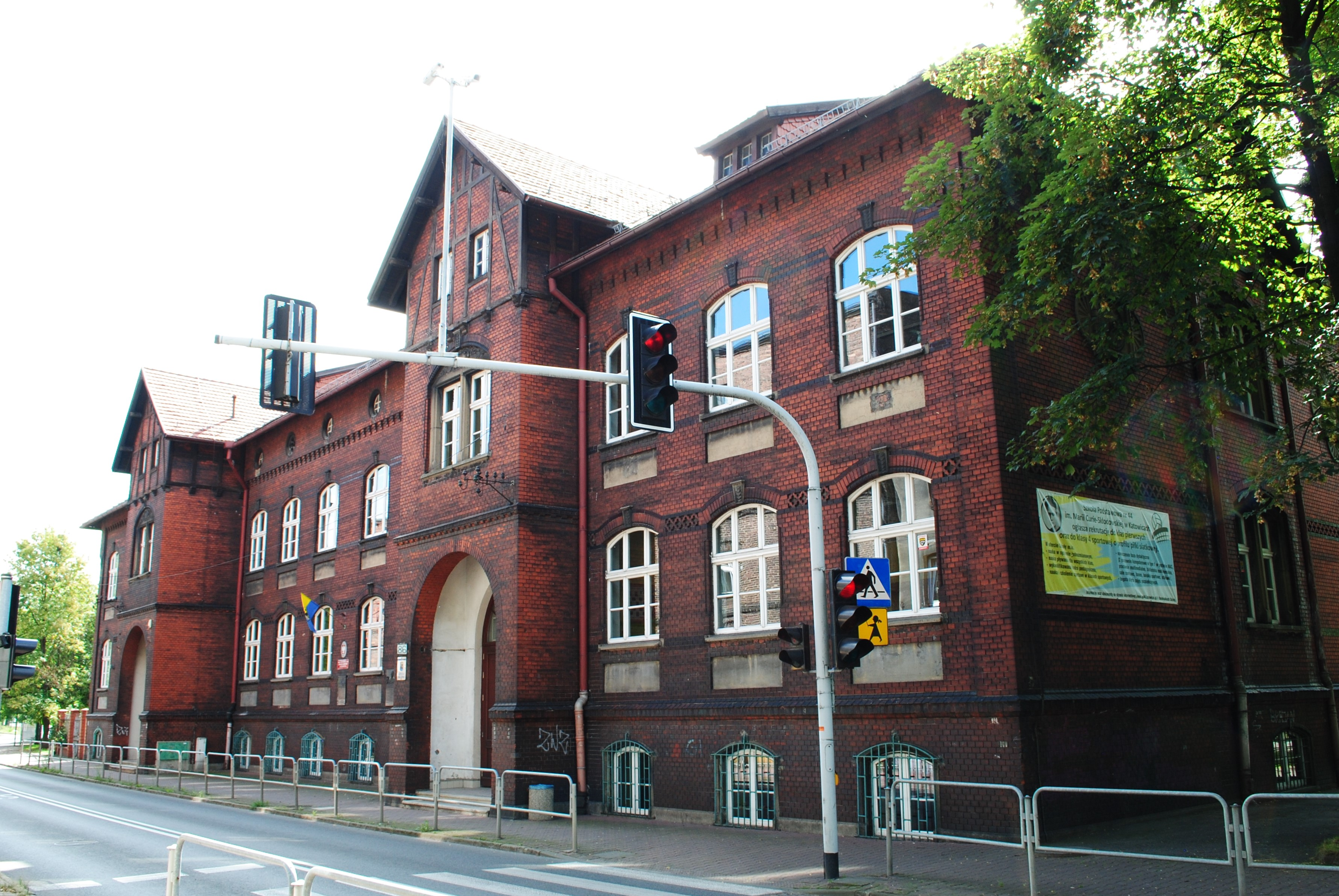
Gmach Szkoły Podstawowej nr 44

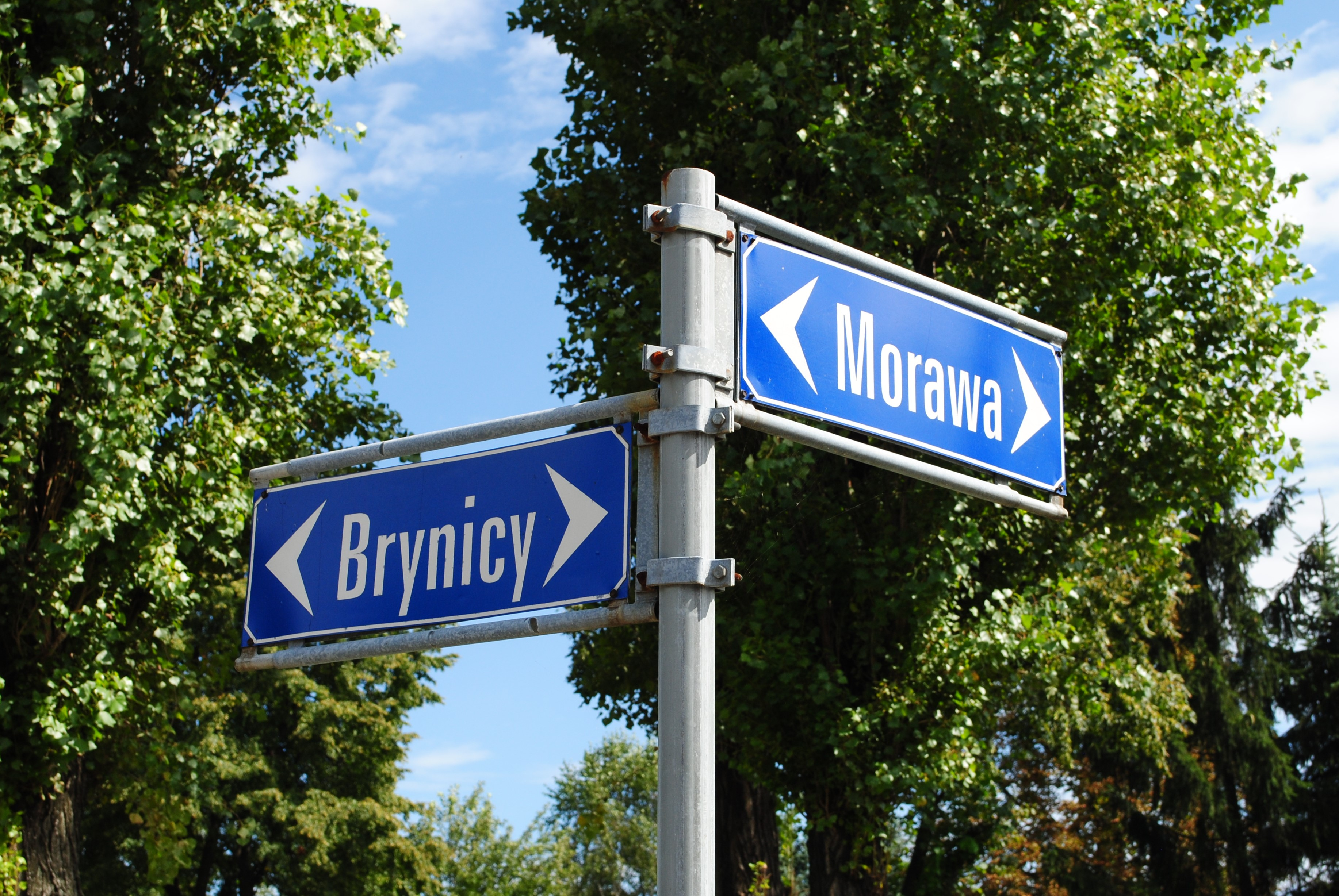
Tabliczki na skrzyżowaniu ulic Morawa i Brynicy (2020)

W XIX wieku wzdłuż dzisiejszych ulic: Morawa, Wiosny Ludów i Ludwika Zamenhofa powstało centrum osady Szopienice, a w zachodnim biegu ulicy Morawa, w połowie XIX wieku – stara część Roździenia (kolonia Traugott). Między 1860 a 1865 rokiem przy drodze wzniesiono kolonię robotniczą – familoki dla pracowników hut koncernu Georg von Giesches Erben (kolonia Morawa).
Ulicę zaznaczono na mapie z 1903 roku. Przed I wojną światową nosiła nazwę Sedanstraße.
W 1908 roku wybudowano nowy gmach szkolny według projektu Gustawa Schmidta. Poświęcono go 28 czerwca 1910 roku. Początkowo szkoła nosiła numer 3, następnie 8 i 44. W 1910 roku w szkole rozpoczęło naukę 605 uczniów. W latach 1914–1920 była to tylko szkoła żeńska. W 1921 roku w budynku swoją siedzibę miało dowództwo III powstania śląskiego pułkownika Kazimierza Zenktellera (cywilny rząd powstańczy). Ulicą w 1922 roku wkraczało na Górny Śląsk wojsko polskie, z gen. Stanisławem Szeptyckim na czele, symbolicznie przejmujące teren na rzecz Polski. W latach 1939–1945 szkoła nosiła imię nazisty Hansa Schemma.
Ulica w dwudziestoleciu międzywojennym i w latach 1945–1960 nosiła nazwy: część zachodnia – ulica Tadeusza Rejtana, część wschodnia – ulica Warszawska, a w czasach Polski Ludowej, po przyłączeniu Szopienic do Katowic 31 grudnia 1959 roku – ulica Franciszka Rybki. W latach siedemdziesiątych XX wieku w rejonie ówczesnej ulicy Franciszka Rybki wzniesiono osiedle mieszkaniowe, składające się z dziesięciokondygnacyjnych bloków, zaprojektowane przez Aleksandra Horodeckiego. Od nazwy ulicy przyjęła się potoczna nazwa – osiedle Rybki.
Uchwałą Rady Miasta Katowice 26 stycznia 1995 roku nazwę ulica Franciszka Rybki zastąpiono nazwą ulica Morawa. Nazwa kolonii Morawa, a później także ulicy, pochodzi od zarazy (mór), jaka nawiedziła ten rejon w 1832 roku. Obok budynku Szkoły Podstawowej nr 44 umieszczono pamiątkowy krzyż, na zbiorowej mogile ofiar zarazy. W 2009 roku obok szkoły powstał kompleks boisk sportowych.
W 2017 roku imieniem lekarza Edmunda Gryglewicza nazwano skwer w Szopienicach, położony w rejonie ulic: Bednarskiej, Brynicy i Morawa.

## Obiekty historyczne

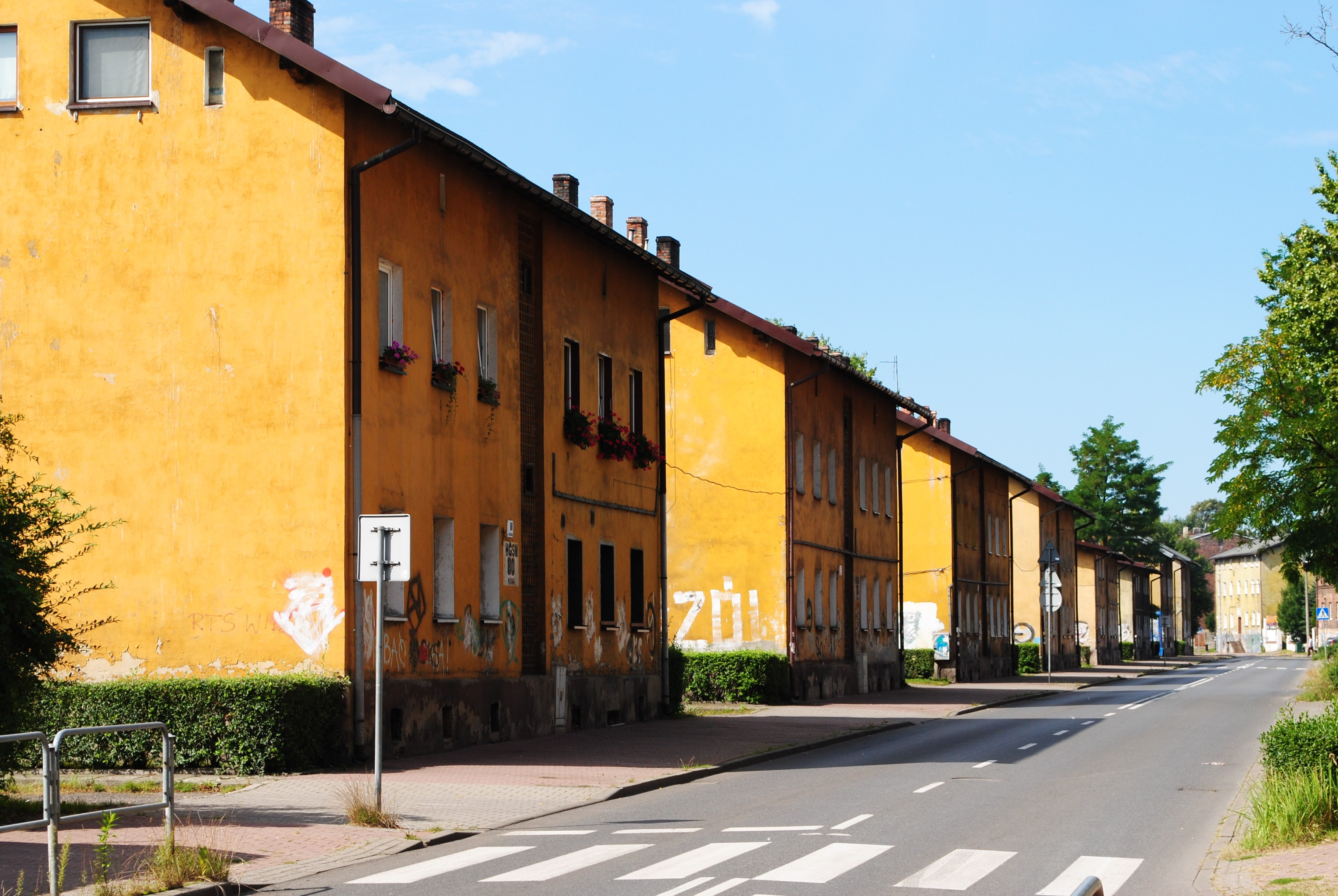
Fragment osiedla robotniczego z lat 1860–1865

Przy ul. Morawa znajdują się następujące historyczne obiekty:
- domy w pierzejach (ul. Morawa 3, 63, 65, 93, 95, 97 i 99);
- dom mieszkalny z początku XX wieku (ul. Morawa 5), wzniesiony w stylu historyzmu ceglanego prostego;
- dom w ogrodzie (ul. Morawa 9), wybudowany na początku XX wieku w stylu historyzmu ceglanego prostego/modernizmu;
- kamienny krzyż przydrożny z figurą (naprzeciw ul. Morawa 17), pochodzący z 1895 roku, posiada cechy stylu neogotyckiego;
- kamienica mieszkalna (ul. Morawa 24/24a), wzniesiona na początku XX wieku w stylu historyzmu ceglanego prostego/modernizmu;
- kamienica mieszkalna z końca XIX wieku (ul. Morawa 30), wybudowana w stylu historyzmu ceglanego prostego;
- dom mieszkalny (ul. Morawa 45), wzniesiony w drugiej połowie XIX wieku w stylu historyzmu ceglanego prostego;
- narożna kamienica mieszkalna z początku XX wieku (ul. Morawa 46), wybudowana w stylu modernizmu/historyzmu;
- domy mieszkalne (ul. Morawa 47 i 59), pochodzące z drugiej połowy XIX wieku, posiadają cechy stylu historyzmu;
- kamienica mieszkalna (ul. Morawa 61), wzniesiona na początku XX wieku, posiada cechy stylów: historyzmu, modernizmu, secesji;
- kamienny krzyż przydrożny z figurą, wybudowany w drugiej połowie XIX wieku, posiadający cechy stylu historyzmu;
- osiedle domów robotniczych (ul. Morawa 62, 66, 68, 70, 72, 74, 76, 77, 78, 80, 81, 83, 85, 87 i 89), wzniesione w latach 1860–1865, budynki posiadają elementy stylu historyzmu, niektóre współcześnie przebudowano[15];
- budynek szkoły – obecnie Szkoła Podstawowa nr 44 (ul. Morawa 86), pochodzący z 1909 roku, zaprojektowany przez Gustawa Schmidta[8], wybudowany w stylu modernistycznym;
- budynek (ul. Morawa 114);
- kamienica mieszkalna (ul. Morawa 123), wzniesiona na początku XX wieku w stylu historyzmu ceglanego prostego.

## Opis

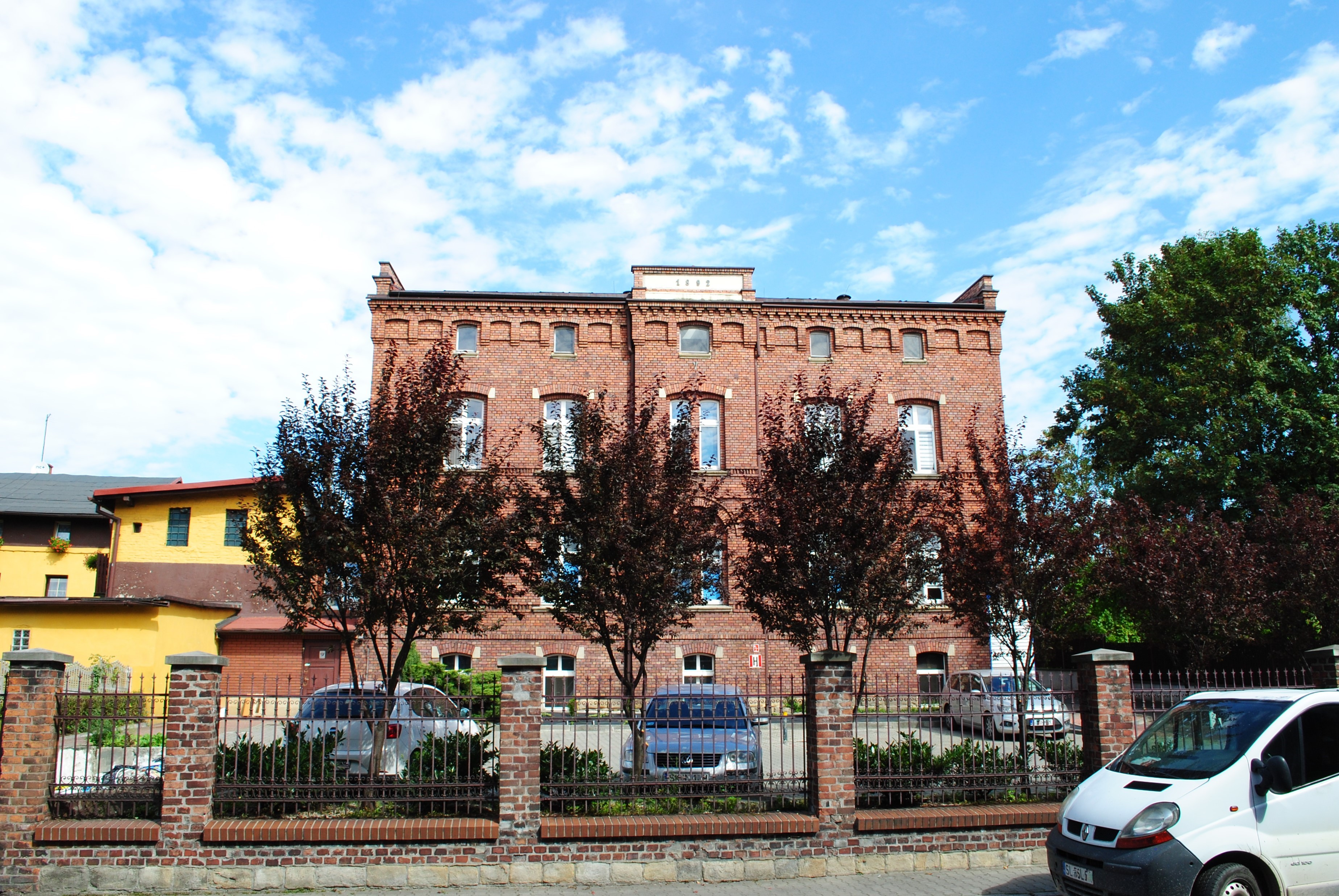
Budynek Szpitala Geriatrycznego

Ulica Morawa przebiega przez teren katowickiej dzielnicy Szopienice-Burowiec na całej swojej długości. Jest to droga powiatowa o klasie drogi lokalnej. Długość ulicy Morawa wynosi 1 485 m, a jej powierzchnia 10 673,5 m². Jest ona w administracji Miejskiego Zarządu Ulic i Mostów w Katowicach.
W rejonie skrzyżowania ulicy Józefy Kantorówny i ulicy Morawa zlokalizowany jest mini-park. Ulicą prowadzi szlak rowerowy.
Wzdłuż ulicy w latach siedemdziesiątych XX wieku powstały bloki mieszkalne. Według badań z 2007 roku udział powierzchni zabudowanej w powierzchni całego osiedla wynosi 9%, wskaźnik intensywności zabudowy (netto) – 0.82 WIZ; średnia ważona liczby kondygnacji to 9.11.
Przy ulicy swoją siedzibę mają: NZOZ Szpital Geriatryczny im. Jana Pawła II EMC Silesia (ul. Morawa 31), Szkoła Podstawowa nr 44 im. Marii Curie-Skłodowskiej (ul. Morawa 86), Uczniowski Klub Sportowy Junga (ul. Morawa 119), Ochotnicza Straż Pożarna Szopienice (ul. Morawa 119a), sezonowe kąpielisko Morawa z boiskiem do piłki plażowej (ul. Morawa 119), firmy i przedsiębiorstwa handlowo-usługowe, administracja osiedla Szopienice. Ulicą kursują autobusy miejskiego transportu zbiorowego na zlecenie Zarządu Transportu Metropolitalnego (ZTM).